# Der Mann von Del Rio
Der Mann von Del Rio (Originaltitel: Man from Del Rio) ist ein US-amerikanischer Spielfilm von Harry Horner aus dem Jahr 1956. Das Drehbuch stammt von Richard Carr und zeigt Anthony Quinn in der Hauptrolle als Revolverhelden.

## Handlung
Die Kleinstadt Mesa wird von dem kriminellen Saloon-Besitzer Ed Bannister unterdrückt. Der Revolverheld Dave Robles kann sich den Respekt der Einwohner im Kampf gegen die Gesetzlosigkeit erarbeiten und gewinnt schließlich in Estella auch die Liebe einer Frau.

## Veröffentlichungen
Der Mann von Del Rio lief 1957 in den deutschen Kinos an. Auf Video-Kassette wurde der Western wohl nicht veröffentlicht, dafür aber einige Male im Free- und Pay-TV ausgestrahlt. Erst 2021 erfolgen die deutschen DVD- sowie Blu-ray-Premieren in einem Mediabook.

## Kritiken
„Routinierter Western, herausragend Anthony Quinn in der Titelrolle.“

„Ein intelligent inszenierter Western von Harry Horner um einen einsamen Revolvermann, dem die soziale Anerkennung in seiner neuen Wahlheimat verweigert wird. In der Rolle des von den Bürgern zunächst verachteten Outlaws, dem sie sogar die Hilfe verweigern, glänzt Anthony Quinn.“